# Пастерија-Лапиде
Пастерија-Лапиде је насеље у Италији у округу Катанија, региону Сицилија.
Према процени из 2011. у насељу је живело 1081 становника. Насеље се налази на надморској висини од 40 м.